# Gündoğdu, Perşembe
Gündoğdu là một xã thuộc huyện Perşembe, tỉnh Ordu, Thổ Nhĩ Kỳ. Dân số thời điểm năm 2010 là 24 người.